# Sierra Baron
Sierra Baron è un film del 1958 diretto da James B. Clark.
È un western statunitense ambientato nel 1848 con Brian Keith, Rick Jason, Rita Gam e Mala Powers. È basato sul romanzo del 1955 Sierra Baron di Thomas W. Blackburn.

## Produzione
Il film, diretto da James B. Clark su una sceneggiatura di Houston Branch e un soggetto di Thomas W. Blackburn, fu prodotto da Plato A. Skouras per la Twentieth Century Fox tramite la Regal Films e girato in Messico da fine gennaio a fine febbraio 1958.

## Distribuzione
Il film fu distribuito negli Stati Uniti nel luglio 1958 al cinema dalla Twentieth Century Fox.
Altre distribuzioni:
- in Germania Ovest il 22 agosto 1958 (Der Sierra-Baron)
- in Finlandia il 3 ottobre 1958 (Sierran valtias)
- in Austria nel dicembre del 1958 (Der Sierra-Baron)
- in Svezia il 14 settembre 1959 (Stulet land)
- in Brasile (O Caudilho da Serra)
- in Grecia (Sierra Baron)

## Promozione
La tagline è: Old California's Bloodiest Battle for Power!.